# Galleria nazionale di Parma

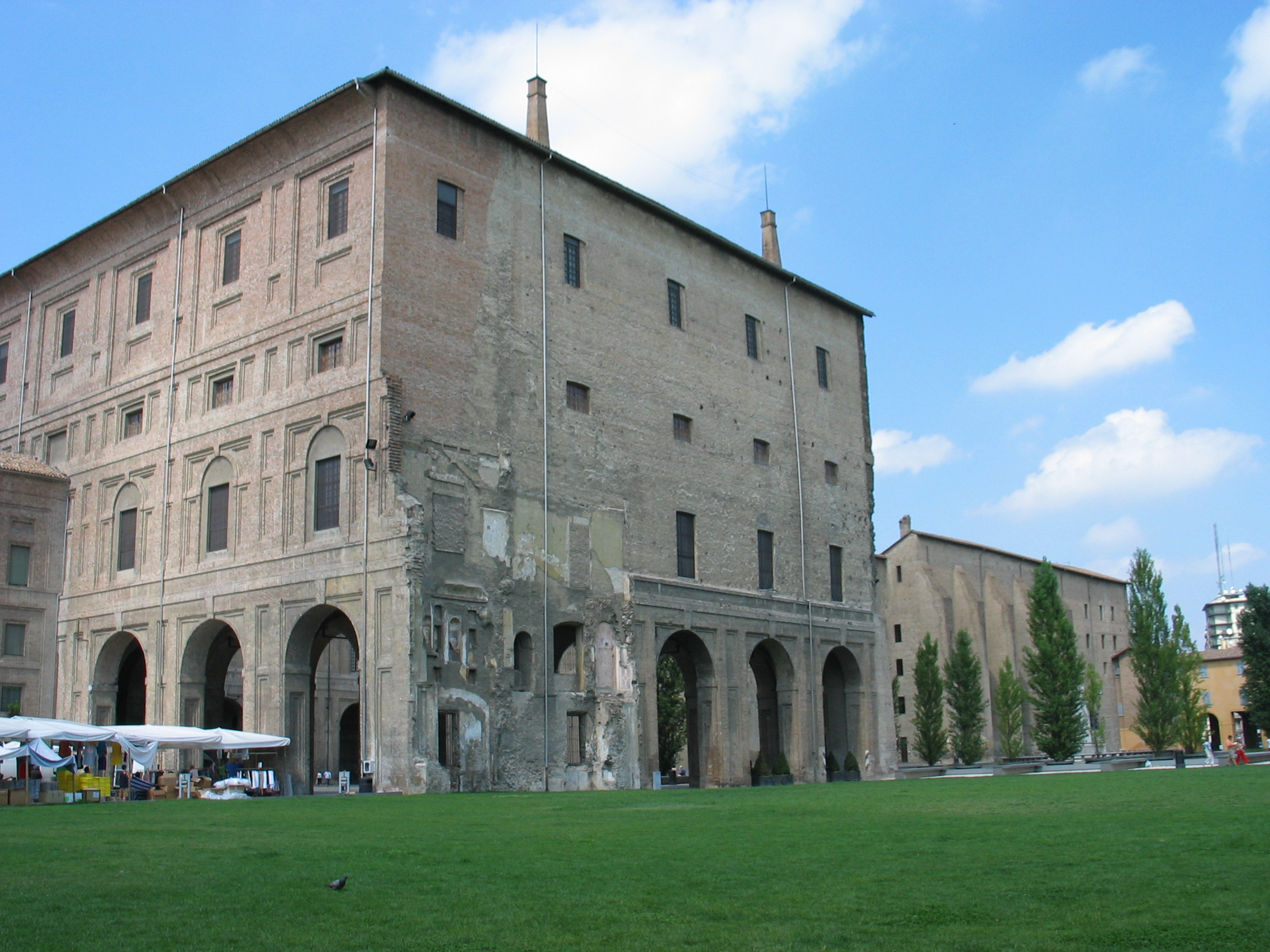
Galleria nazionale di Parma

Die Galleria nazionale di Parma (deutsch Nationalgalerie Parma) ist ein Kunstmuseum in Parma. Es liegt an der Piazza della Pilotta 6 im Palazzo della Pilotta, Provinz Parma.
Das Museum unter der Trägerschaft der Provinz Parma enthält u. a. Werke von Beato Angelico, Leonardo da Vinci, Giambattista Pittoni, Canaletto, Correggio, Sebastiano del Piombo, Guercino, Parmigianino, Jacopo Tintoretto. Die Sammlung umfasst Werke des Mittelalters, der Renaissance, des Barocks und des Rokokos, aber auch moderne Künstler wie Renato Guttuso und Amedeo Bocchi. Der Großteil der ständigen Sammlung stammt von der Herzoglichen Akademie der bildenden Künste in demselben Palast, die 1752 vom Herzog Don Filippo di Borbone (1749–1765) gegründet wurde.

## Exponate der Dauerausstellung
(Auswahl)

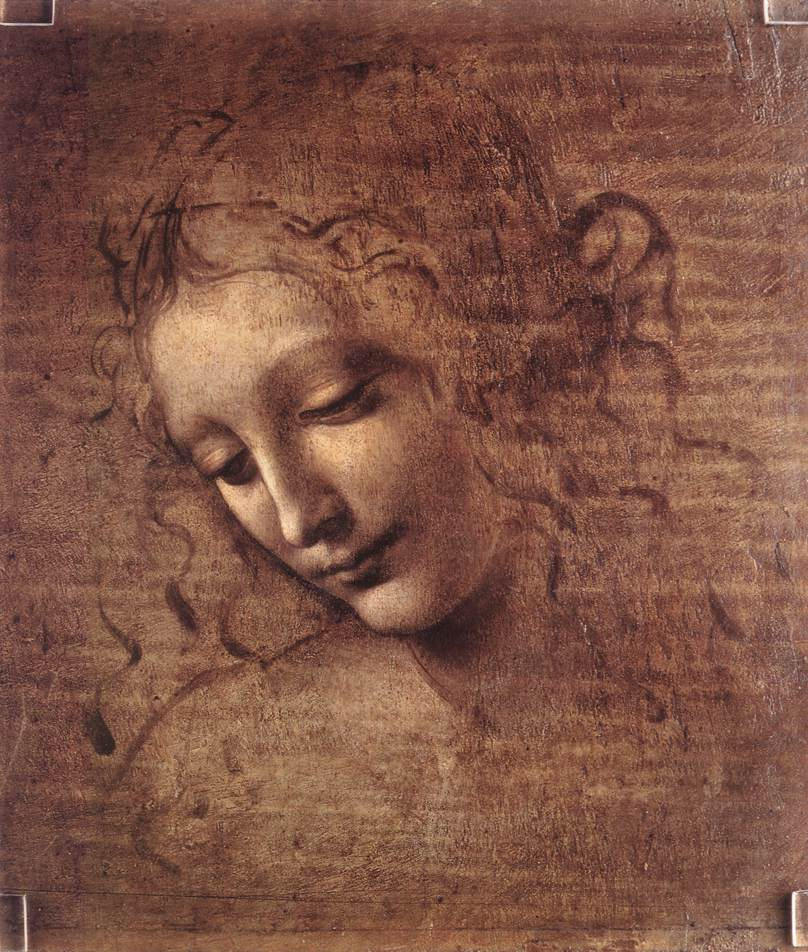
Die Scapigliata (La Scapigliata) von Leonardo da Vinci ca. 1508.
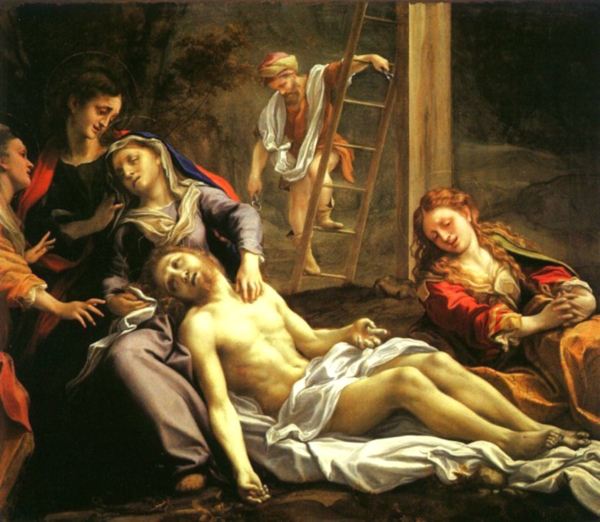
Kreuzabnahme Christi (Compianto sul Cristo morto) von Correggio ca. 1522.
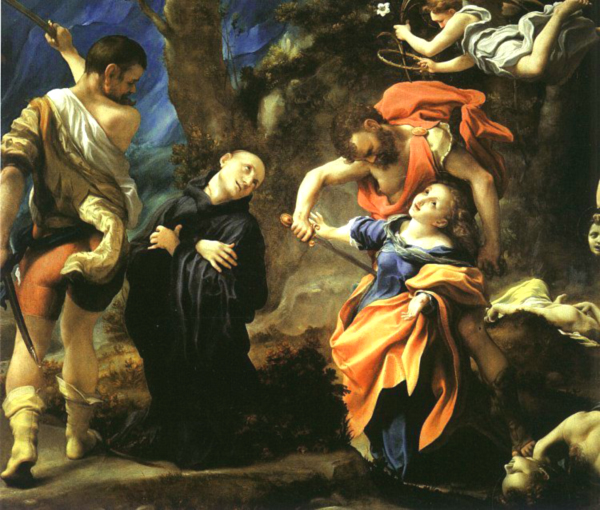
Martyrium von vier Heiligen (Martirio di quattro santi) von Antonio da Correggio ca. 1524.
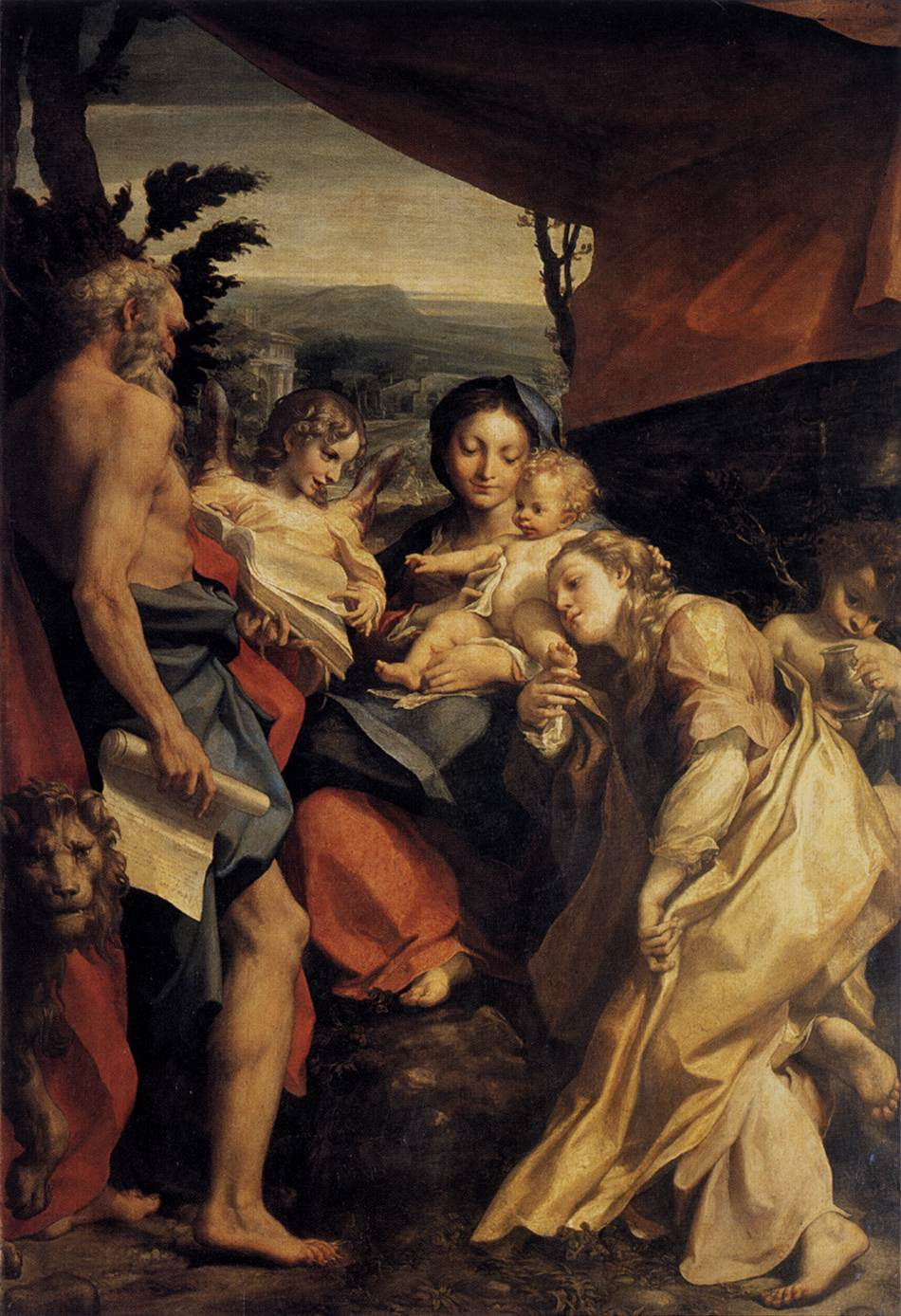
Madonna mit dem Kind, dem Heiligen Hieronymus und Maria Magdalena (Madonna di San Girolamo, genannt Il giorno) von Correggio ca. 1525–1528.
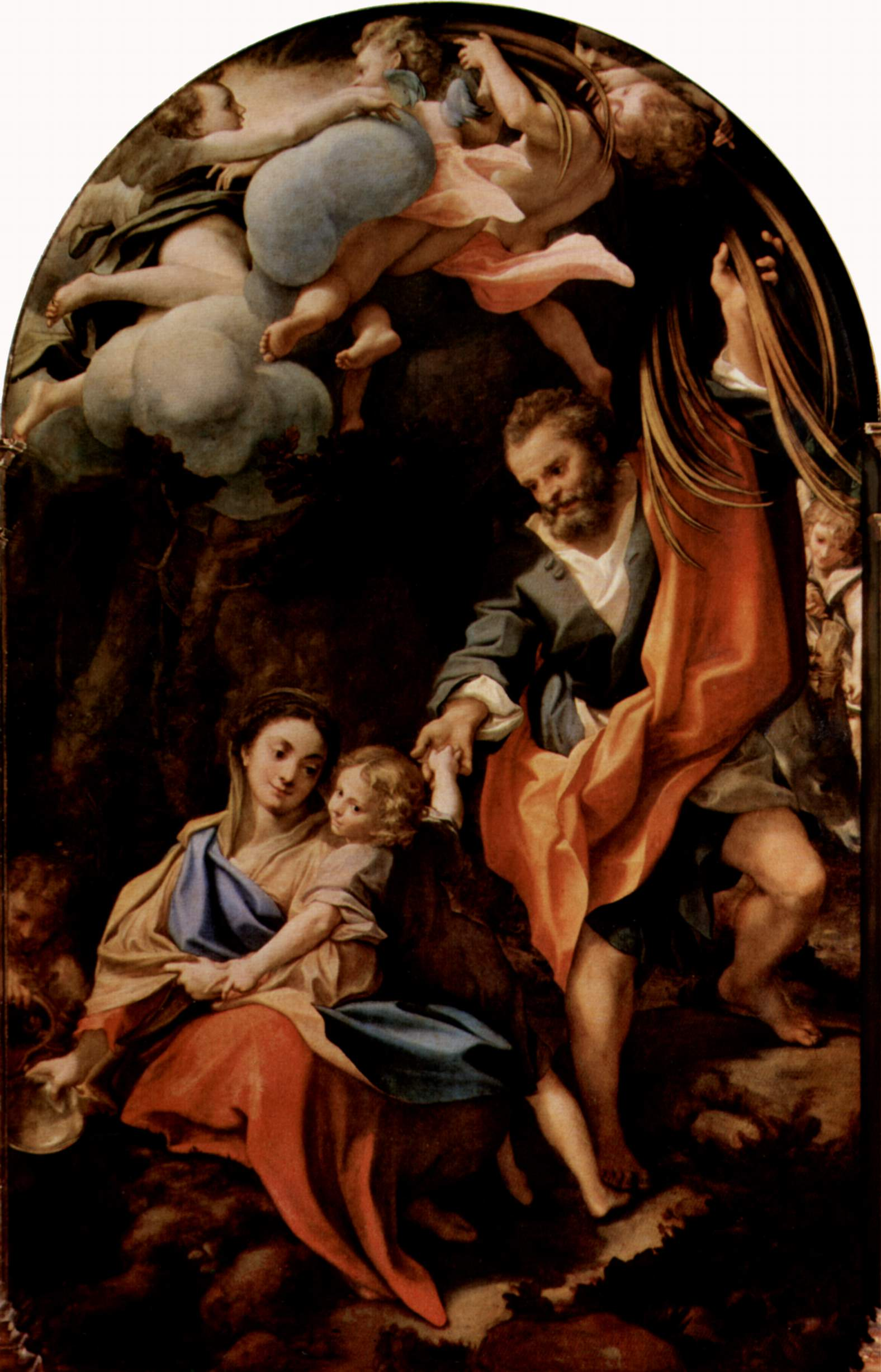
Madonna della Scodella (Szene: Ruhe auf der Flucht nach Ägypten) von Correggio ca. 1525–1530.
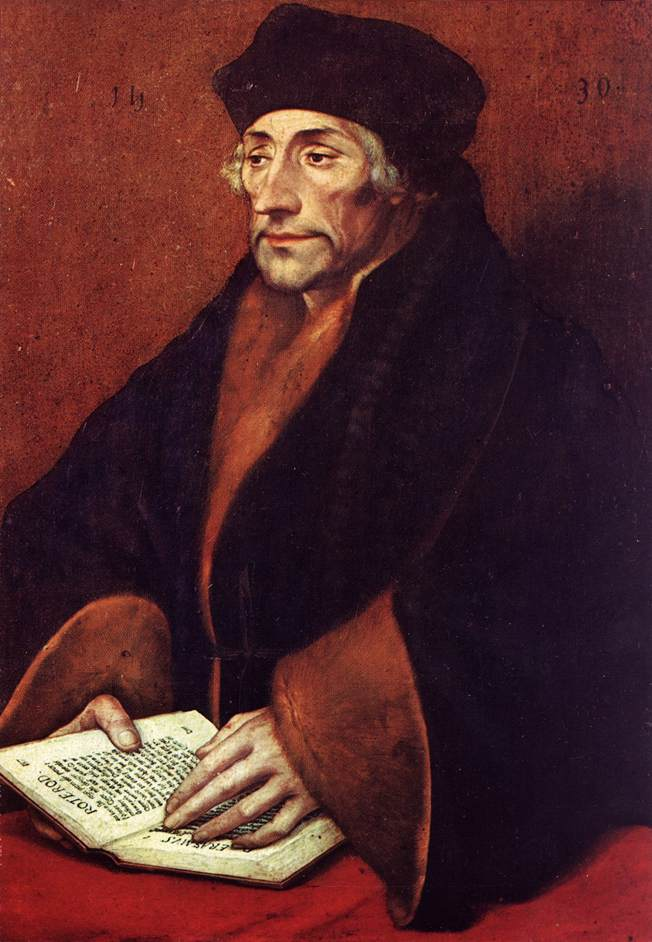
Porträt des Erasmus von Rotterdam (Ritratto di Erasmo da Rotterdam) von Hans Holbein der Jüngere ca. 1530.
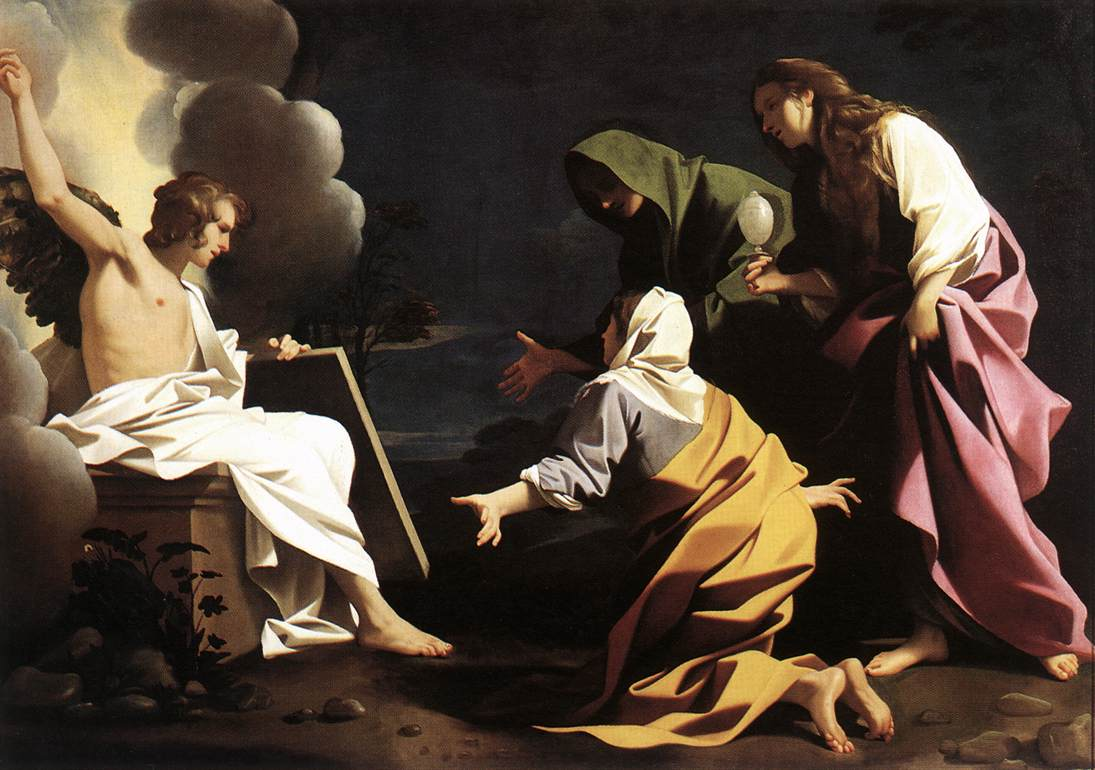
Le Marie al Sepolcro (Maria am Grab) von Bartolomeo Schedoni ca. 1613.
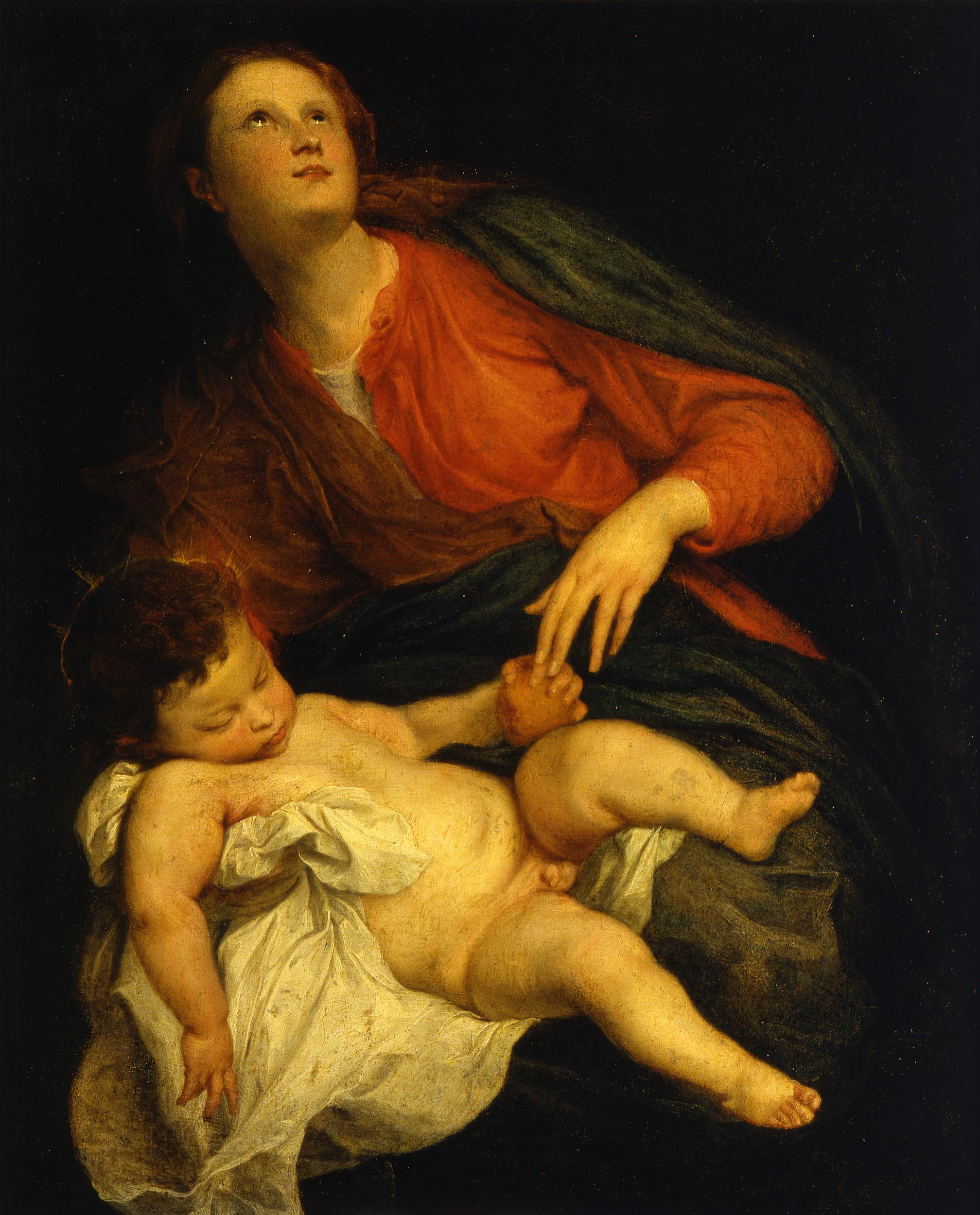
Madonna col Bambino (Madonna mit Kind) von Anthonis van Dyck ca. 1621–1627.
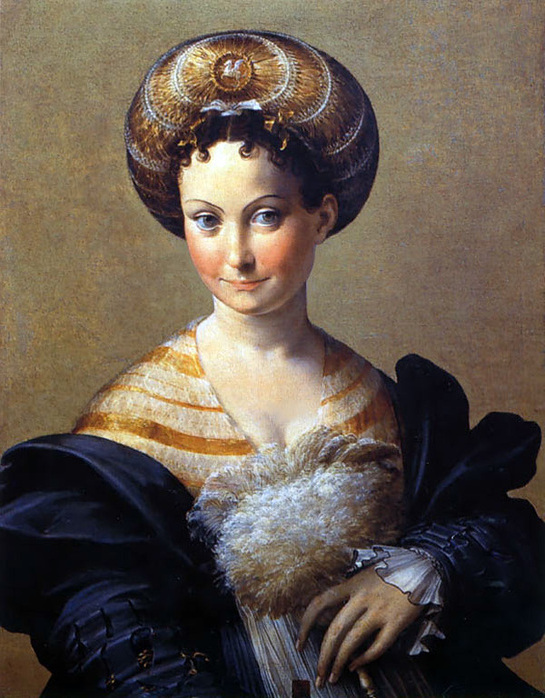
Bildnis einer jungen Frau, genannt Schiava turca (türkische Sklavin) von Parmigianino ca. 1533.
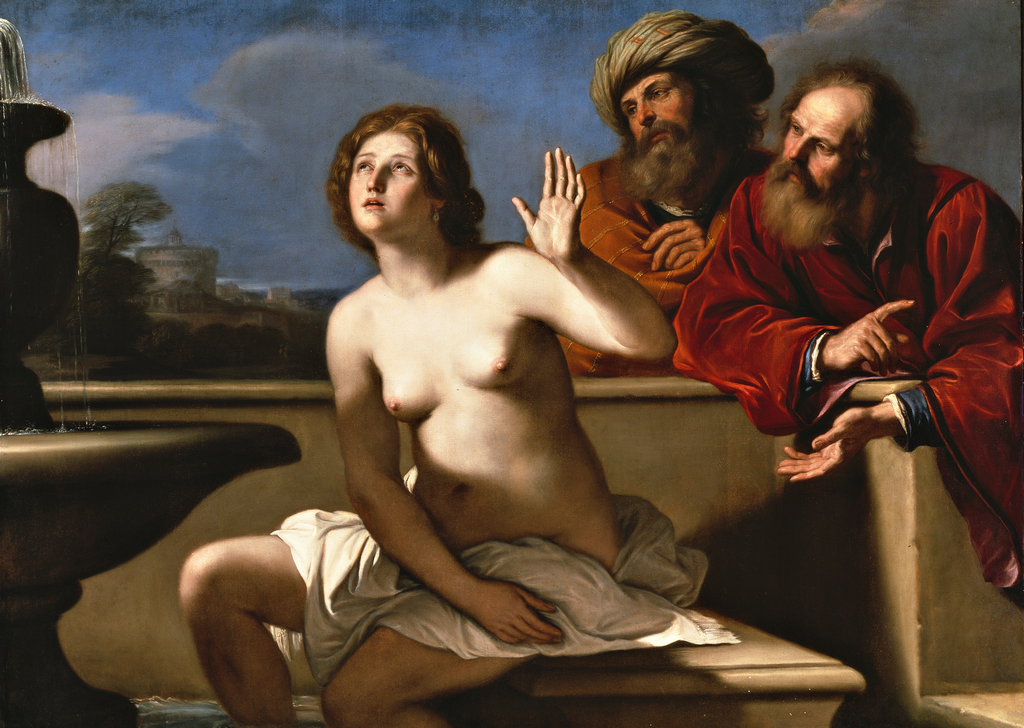
Susanna und die Alten (Susanna e i Vecchioni)  von Guercino ca. 1649.
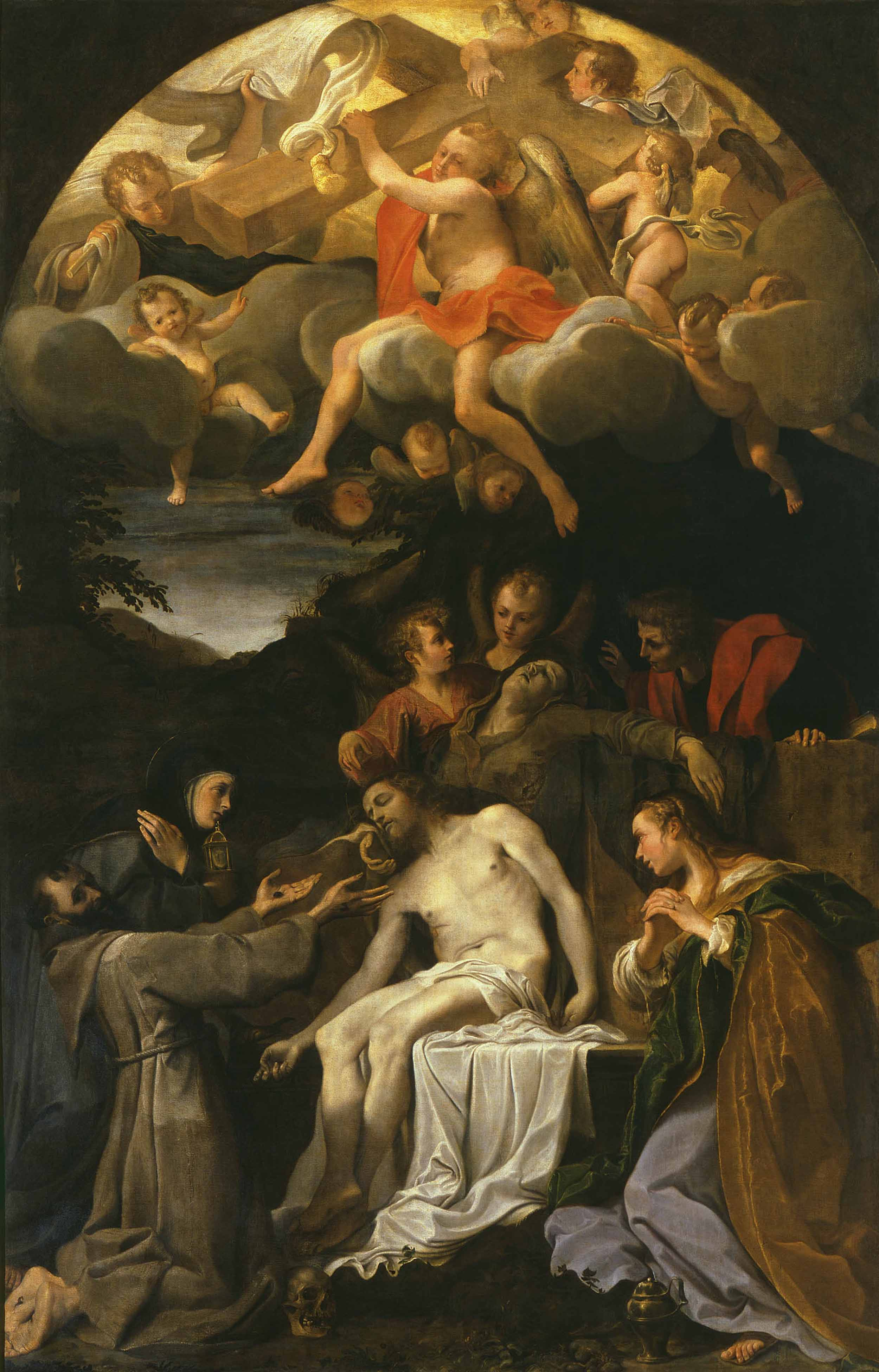
Beweinung Christi (Deposizione con la Vergine e i santi Chiara, Francesco, Maddalena e Giovanni) von Annibale Carracci 1585.
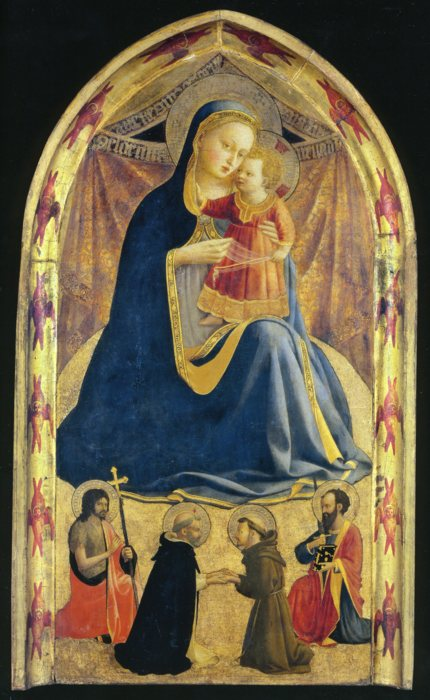
Madonna mit dem Kind und Heiligen (Madonna dell'umiltà e santi) von Fra Angelico.
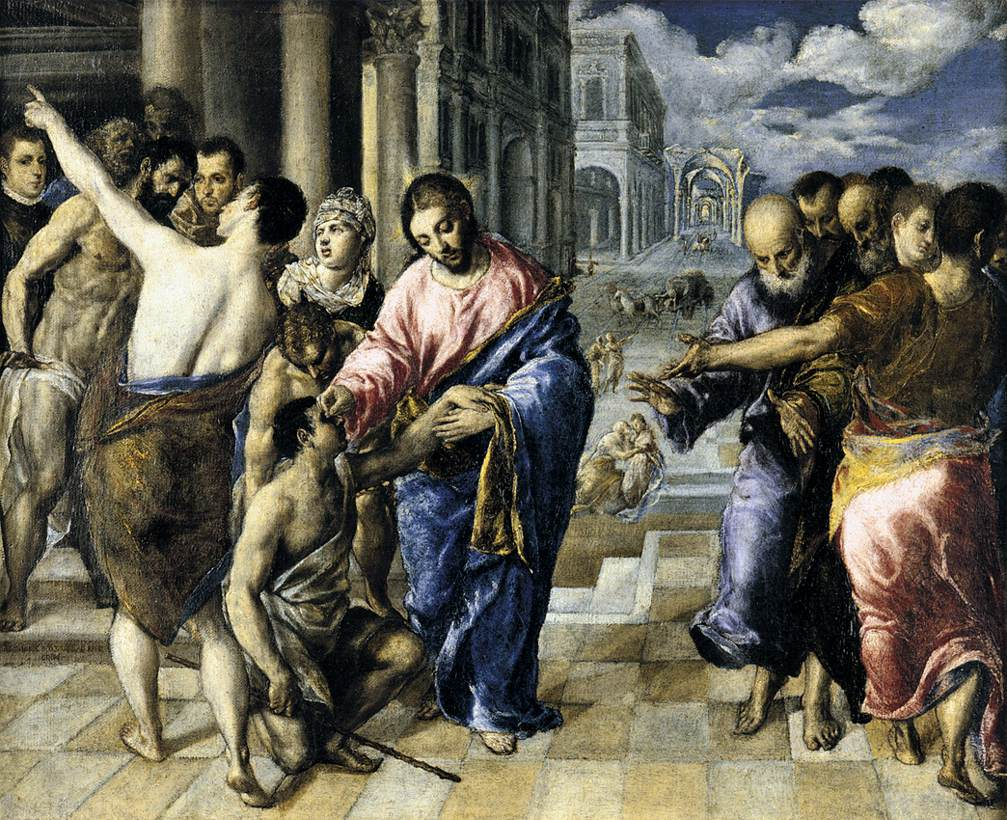
Heilung des Blinden (Parmaer Fassung) von El Greco ca. 1570–1575
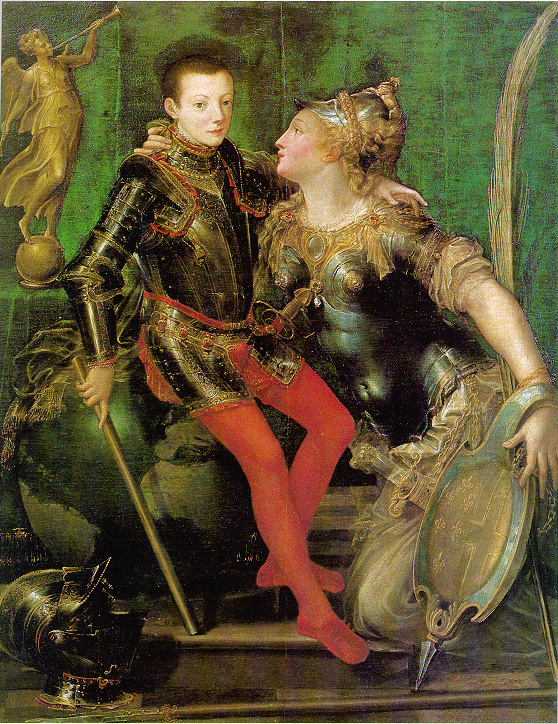
Alessandro Farnese und Margarethe von Parma von Girolamo Mazzola Bedoli.
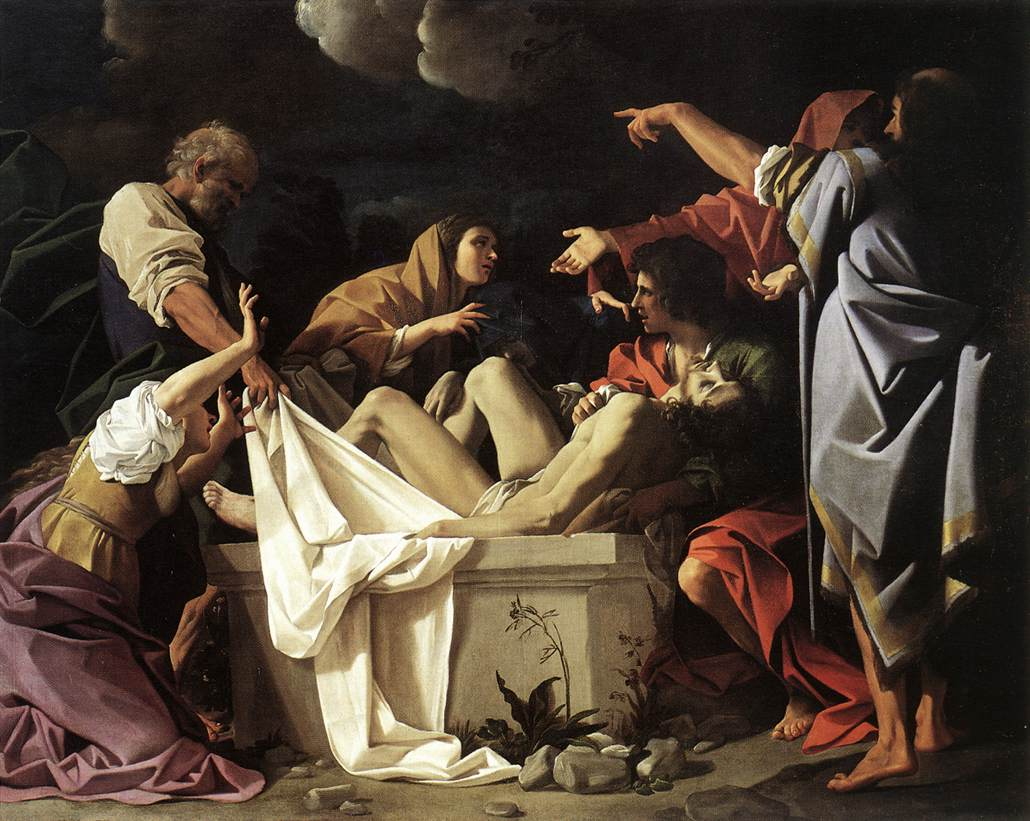
Kreuzabnahme Christi (Deposizione di Cristo nel sepolcro) von Bartolomeo Schedoni ca. 1613.